# Jabłonka (Dźwierzuty)
Jabłonka (deutsch Jablonken, 1938 bis 1945 Wildenau (Ostpr.)) ist ein Dorf in der polnischen Woiwodschaft Ermland-Masuren. Es gehört zur Gmina Dźwierzuty (Landgemeinde Mensguth) im Powiat Szczycieński (Kreis Ortelsburg).

## Geographische Lage
Jabłonka liegt in der südlichen Mitte der Woiwodschaft Ermland-Masuren, elf Kilometer nördlich der Kreisstadt Szczytno (deutsch Ortelsburg).

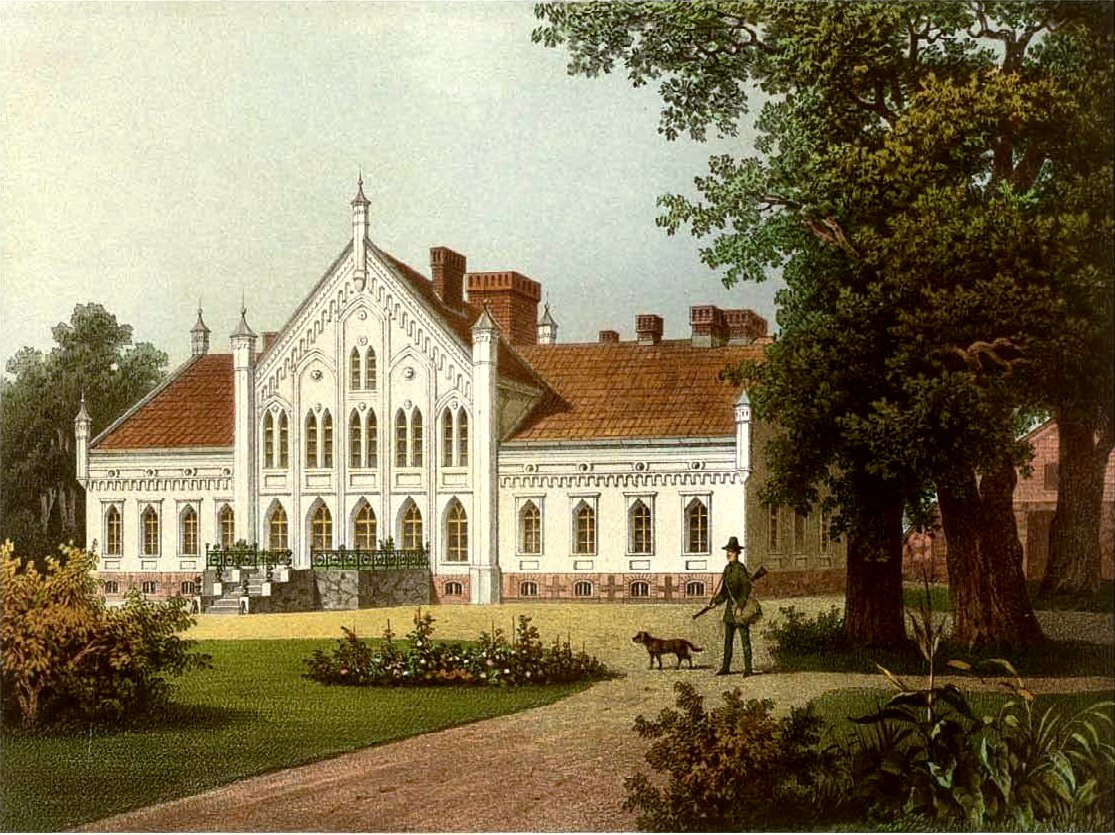
Gut Jablonken – Lithografie aus dem 19. Jahrhundert in der Sammlung Duncker

## Geschichte

### Ortsgeschichte
Der Zeitpunkt der Gründung Jablonkens ist nicht bekannt, er liegt jedoch vor 1438.
Die Ländereien gehörten ursprünglich zum Besitz Philipps von Wildenau, einem der größten regionalen Landbesitzer. Das Land ging dann an den Deutschen Orden, der es an Nikolaus Witkop von Theergewisch vergab. Im Jahre 1438 fielen die Ländereien an den Orden zurück, und 1495/96 entstanden zwei neue Güter. Beide wurden 1506 vom Ordens-Hochmeister Friedrich von Sachsen dem Christoph Roch gegeben. 1707 übernahm sie Friedrich Wilhelm von Kolrepp und ab 1748 die Familie von Fabeck. Hier blieben sie bis zur Aufsiedlung in den 1920er Jahren.
Am 16. Juli 1874 wurde Jablonken ein Amtsdorf und damit namensgebend für einen Amtsbezirk, der – 9183 in „Amtsbezirk Wildenau“ umbenannt – bis 1945 bestand und zum Kreis Ortelsburg im Regierungsbezirk Königsberg (ab 1905: Regierungsbezirk Allenstein) in der preußischen Provinz Ostpreußen gehörte.
Das Rittergut war 1913 ganze 1116,8 Hektar groß. Zu ihm gehörten das Vorwerk Schäferei, Probeberg (polnisch Stankowo) und Damerau (Dąbrowo), eine Brennerei, Molkerei, Sägewerk und Zementfabrik – seinerzeit im Eigentum des Karl von der Osten-Fabeck.
Im Jahre 1910 zählte Jablonken 244 Einwohner.
Aufgrund der Bestimmungen des Versailler Vertrags stimmte die Bevölkerung im Abstimmungsgebiet Allenstein, zu dem Jablonken gehörte, am 11. Juli 1920 über die weitere staatliche Zugehörigkeit zu Ostpreußen (und damit zu Deutschland) oder den Anschluss an Polen ab. In Jablonken stimmten 148 Einwohner für den Verbleib bei Ostpreußen, auf Polen entfielen keine Stimmen.
1927 wurde aus dem bisherigen Gutsbezirk eine Landgemeinde. Sie bestand aus dem in der Aufsiedlung parzellierten Restgut (Besitz der Familie Jantz) und dem Dorf. 1933 waren in Jablonken 442 Einwohner gemeldet, im Jahre 1939 – der Ort war 1938 aus politisch-ideologischen Gründen in „Wildenau (Ostpr.)“ umbenannt – waren es 479.
Als 1945 in Kriegsfolge das gesamte südliche Ostpreußen an Polen fiel, war auch Jablonken resp. Wildenau davon betroffen und erhielt die polnische Namensform „Jabłonka“. Heute ist das Dorf Sitz eines Schulzenamtes (polnisch Sołectwo) und als solches eine Ortschaft im Verbund der Landgemeinde Dźwierzuty (Mensguth) im Powiat Szczycieński (Kreis Ortelsburg), bis 1998 der Woiwodschaft Olsztyn, seither der Woiwodschaft Ermland-Masuren zugehörig. Die Einwohnerzahl belief sich 2011 auf 204.

### Amtsbezirk Jablonken/Wildenau (1874–1945)
Zum Amtsbezirk Jablonken gehörten bei seiner Errichtung sieben Orte. Am Ende waren es noch fünf:
| Deutscher Name                            | Polnischer Name | Bemerkungen                                                                      |
| ----------------------------------------- | --------------- | -------------------------------------------------------------------------------- |
| Damerau                                   | Dąbrowa         | 1928 nach Damerauwolka eingemeindet                                              |
| Damerauwolka                              |                 | 1928 in „Damerau“ umbenannt                                                      |
| Jablonken 1938–1945 Wildenau (Ostpr.)     | Jabłonka        |                                                                                  |
| Olschöwken 1938–1945 Kornau (Ostpr.)      | Olszewki        |                                                                                  |
| Theerwisch, Dorf                          | Targowo         |                                                                                  |
| Theerwisch, Gut                           |                 | 1928 teilw. nach Jablonken, Theerwisch (Dorf) bzw. Theerwischwolla eingegliedert |
| Theerwischwolla 1933–1945 Theerwischwalde | Targowska Wola  |                                                                                  |

Am 1. Januar 1945 bildeten noch Damerau, Kornau, Theerwisch, Theerwischwalde und Wildenau den inzwischen umbenannten Amtsbezirk Wildenau.

## Kirche
Bereits in vorreformatorischer Zeit war Jablonken ein Kirchdorf. 1405 war es in das Kirchspiel Theerwisch (polnisch Targowo) eingegliedert.

### Evangelisch
1531 kam es nach Einführung der Reformation zu einer Neugliederung in der Region, als die Kirchspiele Ortelsburg (polnisch Szczytno) und Schöndamerau (Trelkowo) sowie Mensguth (Dźwierzuty) und Theerwisch (Targowo) zusammengelegt wurden. In diesem Zusammenhang wurde das Kirchspiel Rheinswein (polnisch Rańsk) geteilt und das neue Kirchdorf Jablonken gegründet. Christoph Roch wurde als Erbauer der Kirche genannt.
1686 wurde Jablonken als Filialkirche von Schöndamerau erwähnt.
Im Jahre 1825 wurde die Kirche Theerwisch abgebrochen und die in Jablonken als baufällig festgestellt. Carl von Fabeck, Gutsbesitzer von Jablonken und Theerwisch sowie Patron beider Kirchen, fasste den Entschluss, beide Orte zu einem Kirchspiel zu vereinigen. In Theerwisch wollte er eine Kirche bauen und aus den vereinigten Kirchengemeinden  eine Filialgemeinde von Schöndamerau zu bilden. Ein Kirchenneubau in Jablonken war – nach Abbruch auch des dortigen Kirchengebäudes – nicht mehr vorgesehen. Karl Friedrich Schinkel hatte in Zeichnungen 1830 schon den Entwurf für die Kirche in Jablonken mit Grundriss, Seiten- und Vorderansicht festgehalten.
Tatsächlich waren Theerwisch und Jablonken ab 1900 vereinigte Kirchengemeinden mit Pfarrsitz in Theerwisch bis 1945, zuletzt innerhalb des Superintendenturbezirks Passenheim (polnisch Pasym) im Kirchenkreis Ortelsburg in der Kirchenprovinz Ostpreußen der Kirche der Altpreußischen Union. Ein Kirchbau in Jablonken wurde erneut geplant, sogar die finanziellen Mittel waren bereitgestellt, als der Kriegsausbruch 1914 unerwartet dieses Vorhaben unterbrach. Eine Kirche wurde bis 1945 in Jablonken resp. Wildenau (Ostpr.) nicht mehr gebaut. Theerwisch und Jablonken blieben unter einem Pfarramt zusammen, auch wenn 1925 im – kleineren – Pfarrbezirk Jablonken (mit Jablonken, dem Vorwerk Schäferei und Forst Kulk (polnisch Kulka)) nur 360 Gemeindeglieder lebten.
Heute liegt Jabłonka zwischen drei evangelischen Kirchen: in Szczytno (Ortelsburg), Rańsk (Rheinswein) bzw. Dźwierzuty (Mensguth), die alle zur Diözese Masuren der Evangelisch-Augsburgischen Kirche in Polen gehören.

### Katholisch
Bis 1945 war Jablonken resp. Wildenau nach Ortelsburg im damaligen Bistum Ermland eingepfarrt. Heute liegt für Jabłonka die nächste Pfarrkirche Targowo und gehört zum jetzigen Erzbistum Ermland.

## Kultur und Sehenswürdigkeiten

### Bauwerke
Vom 1858 erbauten Gutshaus Jablonken sind noch die Fundamente erhalten. Das aus Backsteinen 1928 errichtete Schulgebäude mit zwei Klassenzimmern sowie einem Wohnbereich für einen Lehrer ist heute noch als Wohngebäude vorhanden.

### Parks
Der alte Landschaftspark, den Johann Larass 1865 entwarf, prägt das Ortsbild von Jabłonka. Ein Fragment des Zauns mit historischem Eingangstor ist eine lokale Sehenswürdigkeit.

## Wirtschaft und Infrastruktur

### Verkehr

#### Straßen
Jabłonka liegt verkehrstechnisch günstig an der Woiwodschaftsstraße 600, die die beiden Kreisstädte Mrągowo (Sensburg) mit Szczytno (Ortelsburg) und ihre jeweiligen Regionen verbindet. Außerdem führt von der polnischen Landesstraße 57, der einstigen deutschen Reichsstraße 128, eine Nebenstraße bis direkt in den Ort.

#### Schienen
Über einen Bahnanschluss verfügt Jabłonka heute nicht mehr. Von 1909 bis 1992 bzw. 2002 war der Ort Bahnstation an der zuletzt nur noch im Güterverkehr befahrenen Bahnstrecke Czerwonka–Szczytno (deutsch Rothfließ–Ortelsburg).

### Bildung

#### Schule
Bereits zu Beginn des 18. Jahrhunderts gab es in Jablonken eine Schule. Sie war von Gutsbesitzer Friedrich Wilhelm von Kolrepp gegründet worden. 1928 wurde ein neues Schulgebäude errichtet, in dem bis 1945 der Unterricht zweiklassig durchgeführt wurde.

#### Volkshochschule
In Jablonken befand sich eine Volkshochschule. Sie war im Gutshaus untergebracht. Sie gilt als eine der ersten Volkshochschulen in Deutschland.

## Persönlichkeiten

### Aus dem Ort gebürtig
- Christoph Hartknoch (* 1644 in Jablonken), preußischer Historiker, Kartograf und Kupferstecher († 1687)
- Carl von Fabeck (* 16. Januar 1788 in Jablonken), preußischer Generalleutnant, Gutsbesitzer auf Jablonken und Theerwisch († 1870)

### Mit dem Ort verbunden
- Ludwig von Aulack (1706–1763), preußischer Oberstleutnant, verlebte die ersten Lebensjahre auf Gut Jablonken

## Trivia
Carl von Fabeck (1788–1870), Gutsbesitzer auf Jablonken, sorgte einmal für gesellschaftliche Aufregung, als er sich – nicht ganz uneigennützig – für seine spätere Ehefrau einsetzte. Amalie (Amelie) geborene von Massenbach (1786–1832) war in erster Ehe (von Knobloch) verwitwet. Sie sollte am 10. März 1810 mit dem ungeliebten Landrat Friedrich Leopold von Stechow getraut werden. Die Hochzeitsfeier war bei der Familie von Redecker auf Schloss Eichmedien (polnisch Nakomiady) geplant. Mithilfe ihrer Schwester Friederike von Redecker sprang Amalie von Knobloch als Fähnrich verkleidet aus einem Fenster in den tief verschneiten Park, wo in der Nähe Carl von Fabeck mit einer Kutsche wartete. Am 11. März 1810 wurde das Paar von einem befreundeten Pfarrer in Königsberg (Preußen) getraut. Es war der Beginn einer glücklichen Ehe. Aus ihr gingen acht Kinder hervor.
Erminia von Olfers-Batocki hat aus dem Stoff eine Ballade kreiert.